# Brunei DPMM FC
O Duli Pengiran Muda Mahkota Football Club (DPMM FC) é um clube de futebol de Bandar Seri Begawan, Brunei. Seu estádio chama-se Sultan Hassanal Bolkiah Stadium. Eles disputam a S-League.

## História
O Brunei DPMM FC foi fundado em 2000, para que inicialmente jogaram o Campeonato Nacional de Brunei, como queria competitividade e base melhor para a Seleção local aturam na Liga Malaia. E desde 2009 disputam a S.League.

### Suspensão de 2010-11
O clube foi suspenso pela FIFA por dois anos, ficando inativo profissionalmente em 2010 e 2011, devido a uma punição severa que a FIFA sancionou contra a Federação de Brunei.

## Títulos

### Nacionais

#### Singapura
- Liga de Singapura: 2 (2015 e 2019)
- Copa da Liga: 3 (2009, 2012 e 2014)

#### Brunei
- Campeonato Bruneano: 2 (2002 e 2004)
- Copa da Federação: 1 (2004)
- Super Copa Brunei: 2 (2002 e 2004)

### Outros
- Copa DPMM: 1 (2002)

## Notáveis Jogadores
- Tales dos Santos
- Rodrigo Tosi
- Ivan Jerković
- Roy O'Donovan
- Ali Ashfaq

## Treinadoers
- Azman Hj Eusoff
- Ahmed El-Makki (2002–04)
- Naka Amzar (2005–06)
- Aji Santoso (2007)
- Sandi Sejdinovski (2008)
- Vjeran Simunić (Mar 11, 2008–Out 27, 2009)
- Iordan Stoykov (2009)
- Ranko Buketa (2010)
- Vjeran Simunić (Out 1, 2011–Nov 7, 2013)
- Steve Kean (Nov 7, 2013–)